# Hanbury Arms
The Hanbury Arms er en pub på High Street i Caerleon nær Newport, Wales. Den ældste dele af bygningen kan dateres tilbage til 1219, som er et tårn, der er den eneste tilbageværende rest af Caerleon Castle. Det er både en listed building af anden grad og scheduled Ancient Monument.
Den er kendt for at Alfred, Lord Tennyson frekventerede stedet i 1856, hvor han begyndte at skrive Idylls of the King Der er opsat en blå mindeplade om ham på bygningen.